# Río de Valdejudíos
Río de Valdejudíos är ett vattendrag i Spanien.   Det ligger i provinsen Provincia de Cuenca och regionen Kastilien-La Mancha, i den centrala delen av landet, 100 km sydost om huvudstaden Madrid.